# Mlanjella binotata
Mlanjella binotata är en insektsart som beskrevs av Synave 1959. Mlanjella binotata ingår i släktet Mlanjella och familjen vedstritar. Inga underarter finns listade i Catalogue of Life.